# P. G. Wodehouse

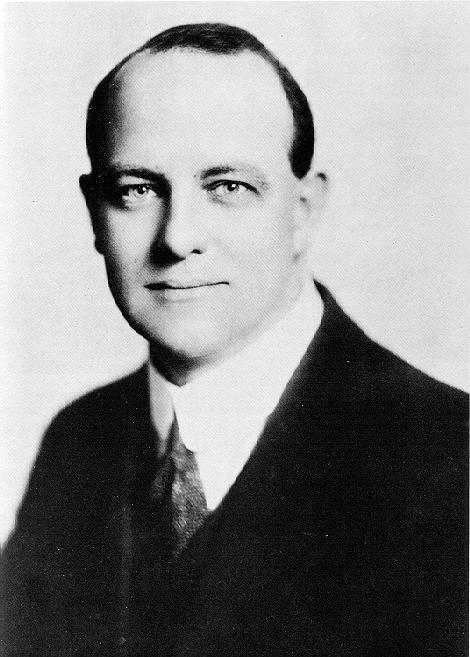
P. G. Wodehouse (1904)

P. G. Wodehouse [ˈwʊdhaʊs], kurz für Sir Pelham Grenville Wodehouse KBE, Spitzname Plum (* 15. Oktober 1881 in Guildford, Surrey; † 14. Februar 1975 in Southampton, New York), war ein Schriftsteller, Bühnen- und Drehbuchautor, der als typischer britischer Humorist gilt und sein „eigenes englisches Märchenland“ und seinen eigenen Slang erfand. Im englischsprachigen Raum gilt er als einer der meistgelesenen Humoristen des 20. Jahrhunderts.
Wodehouse zog aus Steuergründen 1934 nach Frankreich und wurde im Zweiten Weltkrieg nach der deutschen Invasion Frankreichs 1940 erst interniert und später in einem Hotel in Berlin auf eigene Kosten komfortabel festgehalten. Dort nahm er 1941 fünf Rundfunkbeiträge auf, die in seinem Heimatland, das zu der Zeit sehr unter der deutschen Bombardierung The Blitz litt, mit großem Ärger und Hass aufgenommen wurden. Wodehouse sollte sein Heimatland nicht wiedersehen; 1946 wurde ihm genehmigt, von Frankreich in die USA auszureisen, wo er 1955 die amerikanische Staatsbürgerschaft annahm und 1975 im Alter von 93 Jahren starb.
Wodehouse hinterließ ein umfangreiches Werk: Zwischen 1902 und 1974 publizierte er mehr als 90 Romane, 40 Theaterstücke und 200 Kurzgeschichten und Essays. Zu seinen bekanntesten literarischen Figuren gehören Bertram Wooster, sein Kammerdiener Jeeves, seine Tanten Agatha und Dahlia sowie die auf Blandings Castle spielenden Romane mit Lord Emsworth, Galahad Threepwood und dem Mastschwein, der „Kaiserin von Blandings“ als wesentliche Protagonisten.
Einige seiner Romane gelten als Klassiker des 20. Jahrhunderts. Die britische Zeitung The Guardian nahm 2009 mehrere seiner Romane in die Liste der 1000 Romane auf, die jeder gelesen haben muss. Robert McCrum führt Ohne mich, Jeeves! in der im Guardian veröffentlichen Liste der 100 besten englischsprachigen Romane auf. 2015 wählten 82 internationale Literaturkritiker und -wissenschaftler Alter Adel rostet nicht zu einem der bedeutendsten britischen Romane. John le Carré hat sogar in einem 1996 veröffentlichten Zeitungsartikel festgehalten, dass jede Büchersammlung ein wohlgelesenes Exemplar von Dann eben nicht, Jeeves mit der meisterlichen Beschreibung einer missratenen Preisvergabe durch den betrunkenen Gussie Fink-Nottle enthalten müsse.
Mehrere Wodehouse-Romane wurden für das Fernsehen bearbeitet. Unter anderem wurde im britischen Fernsehen The World of Wooster zwischen 1965 und 1967 ausgestrahlt, in der die Hauptrollen von Ian Carmichael und Dennis Price gespielt wurden. 1990 bis 1993 wurde Jeeves and Wooster – Herr und Meister (original: Jeeves and Wooster, UK 1990–1993,) mit Hugh Laurie als Bertie und Stephen Fry als Jeeves gezeigt.
Nachdem deutschsprachige Übersetzungen von Wodehouse-Romanen lange Zeit vergriffen waren, hat der Schweizer Verlag Edition Epoca im Jahr 2000 damit begonnen, die Romane in neuen Übersetzungen von Thomas Schlachter aufzulegen.

## Leben

### Geburt

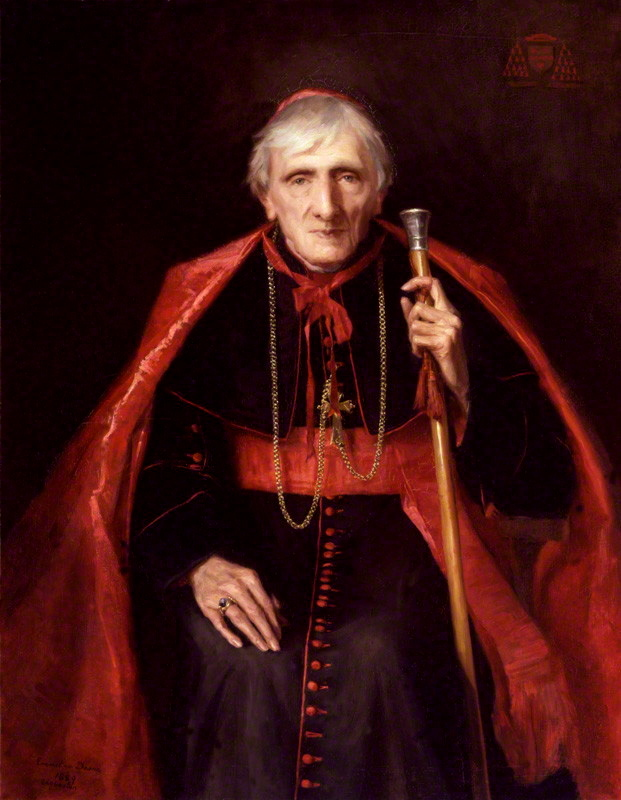
Emmeline Deane: Porträt von Kardinal Newman, 1889.
Newman zählte zu den britischen Geistesgrößen des 19. Jahrhunderts. Er war ein Onkel 2. Grades von P. G. Wodehouse. Die Porträtistin war eine Tante von Wodehouse.

Wodehouse wurde als Sohn von Eleanor Wodehouse (geb. Deane) und Henry Ernest Wodehouse (1845–1929) während eines Besuchs seiner Mutter in Guildford geboren. Sein Vater war Kolonialbeamter, der in Hongkong als Richter diente.

### Familienhintergrund
Auf der väterlichen Seite lässt sich die Familie zu Mary Boleyn, der Schwester von Anne Boleyn, zurückführen. Bereits 1623 wurde Philip Wodehouse zum erblichen Baronet erhoben. Der Vater von P. G. Wodehouse war einer der Enkel des zweiten Sohnes von Sir Armine Wodehouse, 5. Baronet. Dessen älterer Bruder Sir John Wodehouse, 6. Baronet, wurde 1797 zum erblichen Baron Wodehouse erhoben. Zwei Generationen später, im Jahre 1866, wurde John Wodehouse, 3. Baron Wodehouse, der erbliche Titel des Earl of Kimberley verliehen. Wodehouse gehört damit zum weitverzweigten Familienkreis einer alten englischen Adelsfamilie und war zumindest theoretisch Anwärter auf den Titel des Baronet. Der Schriftsteller Anthony Powell hat in einer Besprechung der Wodehouse-Biografie von Richard Usborne kritisiert, dass dieser in seiner Biografie diese Abstammung völlig vernachlässigt habe. Powell sah in der Familienabstammung den Grund für die aristokratische Fantasiewelt, in der die Romane und Erzählungen von Wodehouse spielen. Frances Donaldson hält dagegen fest, dass es eigentlich nichts im Leben oder Nachlass von Wodehouse gebe, das darauf hinweise, dass er an seiner Abstammung auch nur das geringste Interesse gehabt habe. Lediglich in einem Brief an seine Stieftochter Leonora über einen aus Sicht von Wodehouse lächerlichen Streit mit dem US-amerikanischen Komponisten Jerome Kern hält Wodehouse fest, dass dessen Reaktion das Blut der Boleyns in seinen Adern zum Kochen gebracht habe. Die Abstammung hält Donaldson nicht für besonders bemerkenswert: Gegen Ende des 19. Jahrhunderts hätten viele Familien der gehobenen Mittelschicht eine verwandtschaftliche Nähe zu einer der Familien der britischen Aristokratie für sich beanspruchen können.
Die Wodehouse-Biografin Donaldson hält es für interessanter, dass Wodehouse über die mütterliche Seite mit dem britischen Kardinal Newman verwandt war, der durch sein akademisches und literarisches Wirken sowie durch seine Konversion zum Katholizismus das geistige Leben Großbritanniens und Europas im 19. und 20. Jahrhundert tief beeinflusste. Wodehouses Großmutter war eine geborene Fourdrinier und Schwester von Kardinal Newmans Mutter. Sofern man überhaupt nach einem Ursprung für das Talent von Wodehouse suchen wolle, wäre dies aus Sicht von Donaldson eher auf der mütterlichen Seite zu finden. P. G. Wodehouses Mutter Eleanor wies auch eine physische Ähnlichkeit zu ihrem Cousin Newman auf, galt aber innerhalb ihrer Familie als keine Geistesgröße. Ihre Schwester Mary Deane war jedoch eine ernstzunehmende Schriftstellerin, und ihre Schwester Emmeline Deane war Malerin, deren Porträt von Kardinal Newman heute zum Bestand der National Gallery gehört.

### Kindheit
Wodehouse wurde zwar in Großbritannien geboren, verbrachte jedoch die ersten zwei Jahre seiner Kindheit in Hongkong. Er wurde dann gemeinsam mit seinen zwei älteren Brüdern Peveril und Armine nach Großbritannien verschickt, wo sie zunächst bei einer Pflegemutter in Bath lebten.
Das Schicksal, sehr früh von den Eltern getrennt zu werden und bei einer Pflegefamilie aufzuwachsen, teilt Wodehouse mit zahlreichen Nachkommen britischer Kolonialbediensteter. Es sollte so eine angemessene Erziehung im Heimatland sichergestellt werden. Ebenso wichtig war es jedoch, dass die Kinder vor den Folgen tropischer Krankheiten geschützt wurden. Zu den britischen Schriftstellern, die als sogenannte Raj-Waisen eine ähnliche, teils sehr traumatische Kindheit in einer häufig lieblosen Umgebung durchlebten, zählen Rudyard Kipling und Saki.
Wodehouse und seine beiden Brüder blieben drei Jahre in der Obhut der Pflegemutter in Bath. Sie wurden dann 1886 auf eine Art Grundschulinternat in Croydon geschickt, das von zwei Schwestern geführt wurde. Der Bruder Peveril erkrankte drei Jahre später an einer Lungenkrankheit, weswegen die Eltern entschieden, die Kinder auf eine Privatschule auf der Kanalinsel Guernsey zu senden. 1891 wurde dann der Bruder Armine auf das Dulwich College, ein Jungeninternat in London, geschickt.
P. G. Wodehouse wurde 1891 auf die Malvern House Preparatory School geschickt. Das ist eine vorbereitende Schule für den Eintritt in das Britannia Royal Naval College. Wegen Augenproblemen war für Wodehouse jedoch eine berufliche Laufbahn in der königlichen Marine unmöglich, so dass er seinen Vater bat, ihn gleichfalls auf das Dulwich College zu schicken.

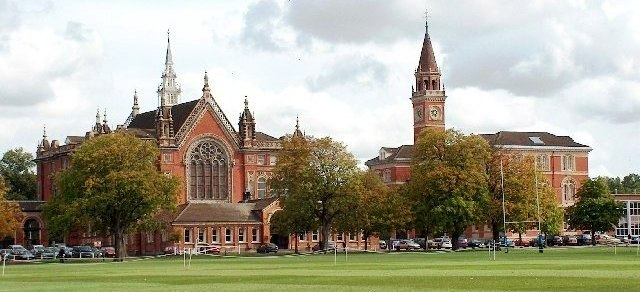
Dulwich College. Wodehouse besuchte dieses Jungeninternat ab 1894

Es gibt Indizien, dass sich P. G. Wodehouse nach der strengen Erziehung bei der Pflegemutter in Bath und dem Internat in Croydon bereits auf der Schule auf Guernsey wohl fühlte, die ihren Schülern vergleichsweise viel Freiraum ließ. Eine glückliche Kindheit in einem stabilen Umfeld hatte er jedoch erst ab seinem Eintritt in das Dulwich College. Wodehouse hielt später sogar fest, dass die Jahre 1894 bis 1900, die er dort verbrachte, zu den glücklichsten seines Lebens zählten.
Er war ein überdurchschnittlicher Sportler, der sich im Fußball, beim Cricket und beim Boxen auszeichnete. Auf Grund seiner sportlichen Leistungen nahm er unter seinen Mitschülern eine wichtige Rolle ein. Seine schulische Leistung war zwar uneinheitlich, er gehörte jedoch dem Schulchor an und war einer der Herausgeber der Schulzeitschrift. In William Townend fand er einen engen Freund, dem er ein Leben lang verbunden blieb.
Wodehouse blieb dem Internat weit über seine Schulzeit eng verbunden. Bis er Großbritannien kurz vor dem Ausbruch des Zweiten Weltkrieges für immer verließ, war er regelmäßiger Gast der Schule und ließ es sich nicht nehmen, für die Schulzeitschrift Alleynian Artikel über die Fußballturniere der Schulmannschaft zu schreiben. Die Wodehouse-Biografin Donaldson sieht den Grund für diese außerordentlich lang anhaltende Verbundenheit darin, dass Wodehouse dort erstmals in einem stabilen Umfeld mit nachvollziehbaren und verlässlichen Regeln lebte.

### Heranreifender Autor
Der Vater von P. G. Wodehouse sah sich finanziell außer Stande, nach seinem ältesten Sohn Armine einem zweiten Sohn eine universitäre Laufbahn zu ermöglichen. P. G. Wodehouse war deshalb gezwungen, im September 1900 eine Einstiegsposition im Londoner Büro der Hongkong and Shanghai Banking Corporation anzunehmen.
In späteren Erinnerungen von Wodehouse taucht immer wieder auf, wie heruntergekommen das möblierte Einzimmer-Apartment war, in dem er nun lebte, und wie sehr ihm seine Arbeit bei der Bank zuwider war. In seinen Erinnerungen Over Seventy schrieb Wodehouse über diese Zeit

„Nach zwei Jahren … wurden [die Banktrainees] in den fernen Osten nach Bombay, Bangkok, Batavia und ähnlichen Orten geschickt. Das nannte man ‚seinen Marschbefehl erhalten‘, und der Gedanke, dass ich einen solchen erhalten sollte, erschreckte mich fast zu Tode. Soweit ich es verstanden hatte, wurde man sofort Manager einer Niederlassung oder Ähnliches, und die Vorstellung, dass ich eine Zweigstelle leiten sollte, war eine, mit der ich mich nicht zu nahe auseinandersetzen wollte. Ich hätte noch nicht einmal einen Bratwurststand managen können.“

Parallel zu seiner Arbeit bei der Bank schrieb Wodehouse Verse, Kurzgeschichten und Artikel, von denen etwa achtzig in neun verschiedenen Zeitungen und Zeitschriften erschienen. Prägend war unter anderem die Jugendzeitschrift The Captain, in der Fortsetzungsgeschichten über das Leben in Internaten veröffentlicht wurden. Wodehouse war sich sicher, Vergleichbares schreiben zu können. Wichtiger war jedoch seine Arbeit für die Londoner Zeitung The Globe. William Beach-Thomas, der einer seiner Lehrer am Dulwich College gewesen war, schrieb für diese Zeitung die tägliche Kolumne By the way. Es war eine kurze Kolumne, in der humoristisch die aktuellen Ereignisse kommentiert wurden. Wodehouse begann zunächst ab 1901 vertretungsweise diese Kolumne zu schreiben, wenn Beach-Thomas im Urlaub war. Als Beach-Thomas dann seine Arbeit für die Zeitung einstellte, wurde Wodehouse seine Position angeboten. Er kündigte seine Stellung bei der Bank und begann ab dem 2. September 1902 als Journalist zu arbeiten.
Zwischen 1902 und 1909 verfasste Wodehouse insgesamt acht Romane und war Co-Autor bei zwei weiteren. Romane wie The Pothunters (1902) erschienen zunächst im Jugendmagazin Public School Magazine, und Ähnliches gilt für die weiteren Werke aus dieser Zeit. Die Wodehouse-Biografin Donaldson hebt hervor, dass diese an Internaten spielenden Romane heute noch lesenswert seien und bereits Wodehouses große Begabung als Geschichtenerzähler erkennen ließen. Zentraler Handlungsstrang sind meistens Sportereignisse im Boxen, Fußball und Kricket. Kritiker hoben hervor, dass sie – anders als bei Jugendromanen dieser Zeit üblich – nicht moralisierten.
1904 nutzte Wodehouse einen fünfwöchigen Urlaub von The Globe, um erstmals in die USA zu reisen. In seinen Erinnerungen Over Seventy begründete er seine Reise mit seiner Leidenschaft für den Boxsport. Er habe eine nahezu kindliche Begeisterung für US-amerikanische Boxgrößen wie James J. Jeffries, James J. Corbett, Tom Sharkey und Kid McCoy gehabt. Seine US-amerikanische Erfahrung förderte seinen Ruf als Journalist in Großbritannien, da es zu dieser Zeit nur wenige Journalisten gab, die die Vereinigten Staaten aus eigener Anschauung kannten.
Das Jahr 1904 war für Wodehouse noch aus einem anderen Grund prägend. Der Theatermanager Owen Hall bat Wodehouse, einen Liedtext für eine von Jerome Kern komponierte musikalische Komödie namens Sergeant Bruce zu schreiben. Das Lied Put Me in My Little Cell erwies sich als erfolgreich und brachte Wodehouse ab 1908 weitere regelmäßige Theateraufträge ein.

### Psmith, Blandings, Wooster und Jeeves: 1908–1915
Die frühe schriftstellerische Karriere von Wodehouse endet 1909 mit der Veröffentlichung seines Romans Mike. Er beginnt als konventionelle Schulgeschichte, die Wodehouse aber mit der Einführung eines neuen Charakters abschließt. Den nannte er Psmith, und es ist der erste erwachsene Protagonist im Werk von Wodehouse. Sowohl Evelyn Waugh als auch George Orwell kamen zu der Einschätzung, dass die Einführung dieser Figur einen entscheidenden Wendepunkt im schriftstellerischen Werk von Wodehouse darstellte. Psmith kennzeichnet sich nicht nur durch sein ständiges Monokeltragen, sondern auch durch seine Weltgewandtheit und seine gravitätische Sprache. Diese Figur taucht in drei weiteren Romanen auf: Psmith in the City (1910), Psmith, Journalist (1915), der in New York spielt und nach Ansicht von Donaldson einer der ersten Romane ist, die New Yorker Bandenkriege thematisieren, sowie schließlich 1923 Leave it to Psmith, der auf Blandings Castle spielt und den verschusselten Lord Emsworth als weiteren Protagonisten hat.
Im Mai 1909 besuchte Wodehouse New York erneut und verkaufte dort zwei Kurzgeschichten an das Magazin Cosmopolitan und Collier’s für einen Betrag von 500 US-Dollar, ein sehr viel höheres Honorar, als er zuvor in Großbritannien hatte erzielen können. Bis zum Ausbruch des Ersten Weltkrieges folgten mehrere USA-Reisen, allerdings konnte Wodehouse in New York keinen Verlag finden, der ihn dauerhaft beschäftigte. Wodehouse hielt sich in den USA auf, als der Erste Weltkrieg ausbrach, und da er wegen seines schlechten Augenlichts für einen Militärdienst nicht in Frage kam, blieb er dort und konzentrierte sich auf seine schriftstellerische Karriere.
Wodehouse experimentierte in dieser Zeit mit unterschiedlichen literarischen Genres. Psmith, Journalist (1915) vermischt beispielsweise Komödie mit sozialkritischen Kommentaren. Im selben Jahr erschien in der Saturday Evening Post mit Something Fresh der erste Roman aus der Blandings Castle-Saga. Der Roman, für dessen Abdruck als Fortsetzungsgeschichte die Saturday Evening Post an Wodehouse 3500 US-Dollar zahlte, ist die erste Farce und gleichzeitig der erste Bestseller, den Wodehouse schrieb. Der Roman kam 1915 sowohl auf dem britischen als auch auf dem US-amerikanischen Buchmarkt als gebundenes Buch heraus. Im selben Jahr erschien mit Extricating Young Gussie die erste Kurzgeschichte mit dem Kammerdiener Jeeves und Bertram Wooster als Protagonisten. Die Charaktere sind noch nicht vollständig entwickelt – Jeeves spielt noch nicht die handlungstreibende Rolle, die er in späteren Kurzgeschichten hat. Wodehouse führte jedoch sowohl mit dem Roman Something Fresh als auch mit seiner Kurzgeschichte Extricating Young Gussie Figuren ein, auf die er bis zu seinem Lebensende zurückgriff.

### Heirat mit Ethel Wyman 1914
Im September 1914 heiratete Wodehouse Ethel May Wyman (geborene Newton, 1885–1984), eine britische Witwe. Die Ehe erwies sich als sehr glücklich – Ethel unterschied sich in ihrer Persönlichkeit sehr stark von dem zurückhaltenden Wodehouse und übernahm alle seine Geschäftsaktivitäten für ihn. So hatte er selbst mehr Zeit für das Schreiben.
Ethel brachte die Tochter Leonore mit in die Ehe. Wodehouse entwickelte zu ihr eine enge Bindung und adoptierte sie schließlich, so dass sie bis zu ihrer Eheschließung mit dem Pferdetrainer Peter Cazalet im Jahre 1932 den Namen Leonora/e Wodehouse trug.

### New York, Broadway 1915–1919
Gegen Ende des Jahres 1915 begegnete Wodehouse in New York dem Komponisten Jerome Kern erneut, mit dem er in London kurzfristig zusammengearbeitet hatte, als er den Liedtext für Put Me in My Little Cell verfasst hatte. Wodehouse, Jerome Kern und der Theaterschriftsteller Guy Bolton wohnten am 23. Dezember 1915 zufällig zusammen der Premiere der Musical-Komödie Very Good Eddie bei. Sowohl Bolton als auch Kern waren unzufrieden mit den Liedtexten. Die drei Autoren entwickelten bei einem Treffen am nächsten Tag Ideen für eine künftige Zusammenarbeit. Es folgte eine Serie gemeinsam produzierter Musicals, die bei der Kritik auf positive Resonanz stießen. Hervorgehoben wurden die hervorragenden Liedtexte von Wodehouse, die sich logisch entwickelnde Handlung und die sinnvolle Entwicklung von musikalischen Einlagen aus der Handlung heraus. Ira Gershwin gehörte zu den Bewunderern von Wodehouse, Dorothy Parker bezeichnete das Trio als ihre bevorzugten Musicalproduzenten und der Theaterkritiker Gerald Bordman nannte Wodehouse den aufmerksamsten, literarischsten und witzigsten Librettisten seiner Zeit. Sowohl für Wodehouse als auch für Kern und Bolton stellten die erfolgreichen Musicals, von denen allein Miss Springtime (1916) 227 Mal am Broadway aufgeführt wurde, eine substanzielle oder sogar die wichtigste Einkommensquelle dar. Diese Musicals, von denen einzelne in den 1920er Jahren auch verfilmt wurden, werden heute jedoch nicht mehr gespielt.

### Die 1920er Jahre
Die Tatsache, dass Wodehouse und seine Familie die Jahre des Ersten Weltkriegs in den sicheren USA verbracht hatten, wurde ihm in einigen britischen Kreisen übel genommen und noch viele Jahre lang gelegentlich wieder erwähnt.
Wodehouse und seine Familie kehrten erstmals 1918 kurz nach Großbritannien zurück, ließen sich 1919 kurzzeitig in London nieder und waren ab 1920 wiederholt für längere Zeit in England. Wodehouse reiste jedoch immer wieder nach New York, weil dort der Schwerpunkt seiner Theater- und Musicalarbeit war, auch wenn nach dem Ende des Ersten Weltkriegs zunehmend auch in London Musicals und Theaterstücke aufgeführt wurden, an denen Wodehouse in unterschiedlichem Grad beteiligt war.
Als Dramatiker brachte er auch einige seiner Romane auf die Bühne. The Damsel in Distress und Leave it to Psmith bearbeitete er gemeinsam mit Ian Hay für die Bühne, wobei The Damsel in Distress nur in London erfolgreich war. Dafür hatte The Play’s the Thing, eine Adaption eines Stückes des ungarischen Autors Ferenc Molnár im Jahre 1926 nicht weniger als 326 New Yorker Aufführungen. Dagegen floppte das Stück in London, obwohl der bekannte britische Schauspieler Gerald du Maurier die Hauptrolle spielte.
Parallel war Wodehouse unverändert ein erfolgreicher Schriftsteller von Romanen und Kurzgeschichten. Protagonisten wie Bertie Wooster, Reginald Jeeves, Lord Emsworth und Galahad Threepwood wurden weiterentwickelt. Golfgeschichten nahmen unter seinen Kurzgeschichten breiteren Raum ein.

### Hollywood 1929–1931
Die erste Verfilmung eines Wodehouse-Romans war bereits 1915 mit A Gentleman of Leisure erfolgt, der auf seinem 1910 erschienenen gleichnamigen Roman basierte. Bis 1917 folgten eine Reihe weiterer Verfilmungen auf Basis von Wodehouse-Erzählungen, aber erst 1929 besuchte Wodehouse erstmals Hollywood. Er folgte damit seinem engen Freund Guy Bolton, der als hochbezahlter Autor für Metro-Goldwyn-Mayer arbeitete. Ethel Wodehouse war es gelungen, einen sehr vorteilhaften Vertrag auszuhandeln; P. G. Wodehouse erhielt pro Woche 2000 US-Dollar. Das hohe Gehalt war nicht unwillkommen – das Ehepaar Wodehouse hatte im Börsencrash von 1929 einen substantiellen Teil seines Vermögens verloren.
Der Vertrag begann im Mai 1930, aber MGM fand wenig für Wodehouse zu tun. Er fand hinreichend Zeit, um einen weiteren Roman und neun Kurzgeschichten zu verfassen. Sein Vertrag erlaubte es ihm, von zu Hause aus zu arbeiten. Wodehouse verließ manchmal über Tage nicht das kleine Anwesen, das sie gemietet hatten. Die Arbeit für MGM war für Wodehouse trotz allem wenig befriedigend. Selbst wenn das Studio für ihn ein Projekt fand, an dem er arbeiten sollte, wurde dieses durch Eingriffe anderer so verändert, dass seine ursprünglichen Handlungsideen selten gebraucht wurden. Der Vertrag wurde letztlich nicht verlängert. Wodehouse aber gab auf Bitten des Studios Alma Whitaker von der Los Angeles Times ein Interview, das dann im ganzen Land für Schlagzeilen sorgte. Die Los Angeles Times zitierte ihn mit den Worten:

„Es erschüttert mich. Sie haben mir 2000 US-Dollar pro Woche gezahlt und ich kann nicht erkennen, für was sie mich eigentlich engagiert haben. Sie waren immer sehr nett zu mir, aber ich fühle mich, als hätte ich sie betrogen. Sehen Sie, nach meinem Verständnis war ich engagiert worden, um für sie Handlungen für das Kino zu entwickeln. Ich hatte schließlich nicht weniger als 20 Romane, dutzende erfolgreicher Bühnenstücke und zahllose Kurzgeschichten vorzuweisen. Aber offensichtlich hatten sie größte Schwierigkeiten, mir irgendetwas Sinnvolles zu tun zu geben. Zweimal während des Jahres haben sie mir von anderen entwickelte Geschichten vorgelegt und mich gebeten, die Dialoge darin zu überarbeiten. Fünfzehn oder sechzehn Leute hatten an diesen herumgearbeitet und die Dialoge waren völlig in Ordnung. Alles, was ich tat, war, sie an der einen oder anderen Stelle zu verbessern.“

### Übersiedlung nach Frankreich 1934

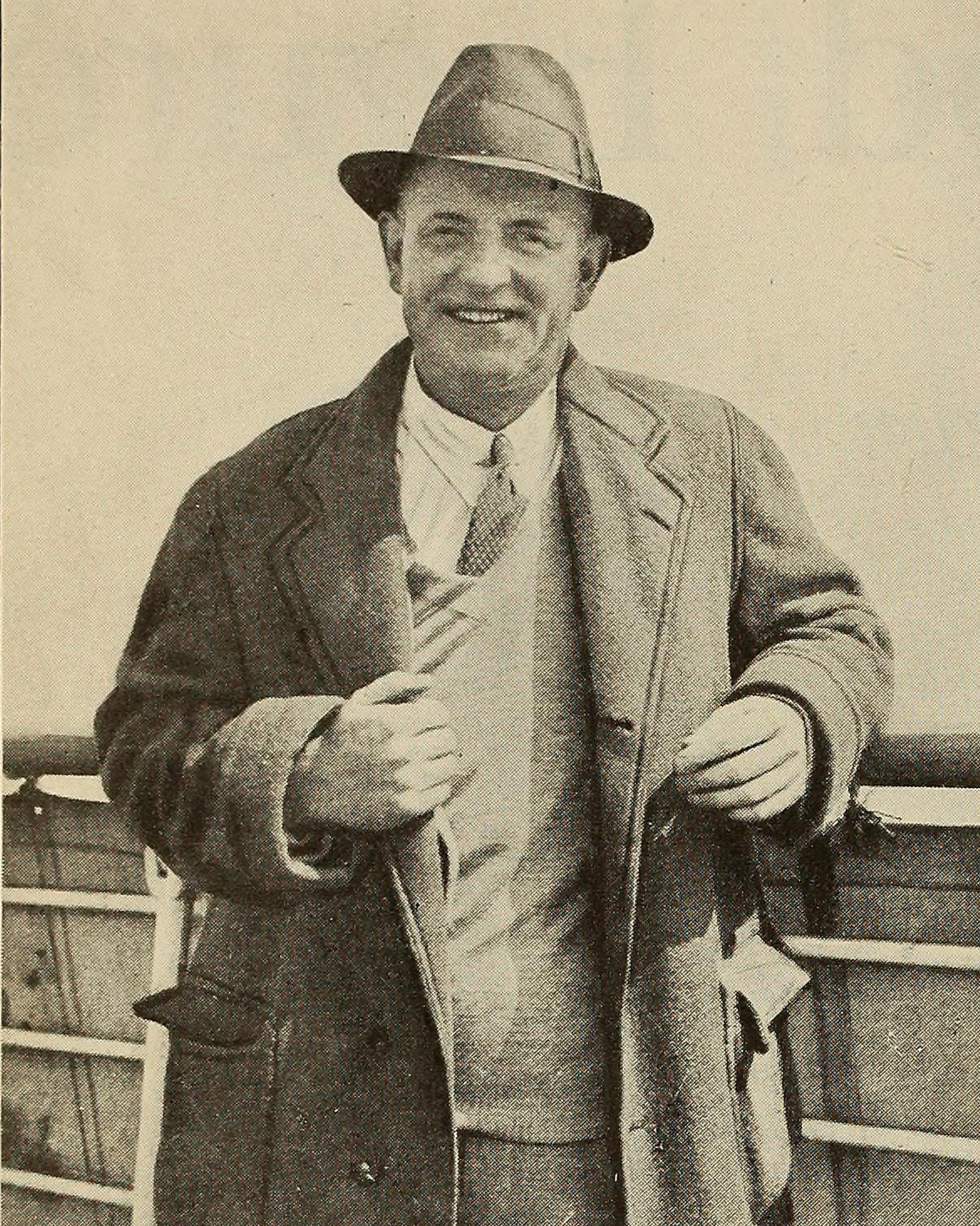
P. G. Wodehouse (1930)

1934 zog Wodehouse mit seiner Ehefrau nach Frankreich, um eine Doppelbesteuerung seiner literarischen Arbeit durch die US-amerikanischen und britischen Behörden zu vermeiden.

### Zweiter Weltkrieg: Internierung und Radiosendungen
Als der Zweite Weltkrieg ausbrach, blieb Wodehouse in seinem neuen Heim in Le Touquet. Nach der deutschen Invasion Frankreichs 1940 versuchte er nach England zu fliegen, fand aber nur einen Platz für sich selber, nicht aber für seine Frau Ethel und ihren Hund. Der Versuch, am 21. Mai 1940 nach Portugal zu fahren, scheiterte, als der Wagen nach drei Kilometern liegen blieb, und als er es später mit einem Wagen, den er sich von einem Nachbarn lieh, noch einmal versuchte, waren die Straßen mit Flüchtlingen verstopft. Am 22. Mai 1940 marschierten deutsche Truppen in Le Touquet ein, und nachdem er sich erst täglich melden musste, wurde er nach zwei Monaten wie alle männlichen feindlichen Ausländer unter 60 interniert.
Am 21. Juli 1940 wurde Wodehouse zunächst nach Belgien verbracht und anschließend im September 1940 im Internierungslager Tost (heute Toszek) in Oberschlesien interniert. Der Artikel eines Reporters der Associated Press im Dezember 1940 brachte internationalen Druck, besonders aus den USA, wo er viele Anhänger hatte, und der U.S. Senator William Warren Barbour überreichte dem deutschen Botschafter in Washington eine Petition, den nun 59-Jährigen freizulassen.
Der Lagerkommandant stellte sich ihm gegenüber als Anhänger seiner Werke vor und Wodehouse bekam für seine Arbeiten sogar eine Schreibmaschine. Darauf schrieb er den Roman Money in the Bank, der 1942 in den USA und 1943 in Deutschland auf Englisch veröffentlicht wurde. Die Veröffentlichung im Vereinigten Königreich verzögerte sich wegen der Kollaborationsvorwürfe gegen Wodehouse bis Mai 1946. Von Tost sendete er auch Postkarten an seinen Literaturagenten in New York und bat ihn, bestimmten Leuten in Kanada US $5 in seinem Namen zu senden – das war für diese oft das erste Zeichen, dass ihr Sohn am Leben und in deutscher Gefangenschaft war. Da Wodehouse damit die Postzensur umging, riskierte er strenge Strafmaßnahmen.
Am 21. Juni 1941 kam die Gestapo, unterbrach ihn beim Cricketspielen, gab ihm zehn Minuten Zeit zu packen und quartierte ihn dann in Berlin im luxuriösen Hotel Adlon auf eigene Kosten ein. Die Rechnung musste er aus den schon seit Jahren von den Nazis eingefrorenen Bankkonten bezahlen, auf die die Tantiemen für seine in Deutschland und Österreich erschienenen Bücher flossen, und es war genug Geld da, einen extravaganten Lebensstil zu finanzieren.

So wurde er also weniger als vier Monate vor seinem 60. Geburtstag, zu dem er ohnehin entlassen worden wäre, in ein luxuriöses Leben entlassen, seiner Meinung nach 

„… dachte ich mir, dass sie mich wegen des Rummels in Amerika um eine Freilassung ein bisschen früher freigelassen haben. Und gleich nach meiner Ankunft bin ich in einen alten Bekannten gelaufen, einen Deutschen, den ich aus Hollywood kannte. Ich erzählte ihm über das Lagerleben, und ein Freund von ihm kam dazu, und der schlug vor ich sollte doch ein Radioprogramm darüber für meine amerikanischen Leser aufnehmen. … Ich kann mit aller Offenheit sagen, dass ich nicht für einen Moment dachte, dass es falsch sein könnte, das deutsche Radio zu benutzen, um mit den Menschen in Amerika zu sprechen, denen ich dankbar war (für die Briefe und Pakete).“

Der „alte Bekannte“ war Werner Planck, der vor dem Krieg am deutschen Konsulat in Los Angeles gearbeitet hatte und dem der in Deutschland lebende britische Faschist John Amery (Sohn des Ministers für Indienangelegenheiten Leopold Amery in der Regierung Churchill), der nach dem Krieg 1945 wegen Verrats hingerichtet wurde, Wodehouse für diesen Zweck empfohlen hatte.
Wodehouses Biograph Barry Phelps schreibt in P.G. Wodehouse: Man and Myth, dass Wodehouse jetzt in einer geschickt gestellten Falle saß: Fünf Sendungen wurden in Zusammenarbeit mit dem deutschen Rundfunk und dem Berliner Korrespondenten des Columbia Broadcasting System (CBS) auf Wachsplatten aufgenommen und zwischen dem 28. Juni und 9. August über CBS von Berlin nach den USA ausgestrahlt. Joseph Goebbels war mit den Sendungen sehr zufrieden. Das Propagandaministerium übernahm die Wachsplatten und noch im August wurden sie auch an das Vereinigte Königreich ausgestrahlt, was Wodehouse angeblich nicht wusste.
Die fünf Sendungen, betitelt How to be an Internee Without Previous Training („Wie man ohne Ausbildung Internierter sein kann“), behandelten ausschließlich Wodehouses Erfahrungen in der Internierung. Sie waren apolitisch und humoristisch, mit den für ihn typischen Seitenhieben auf die foreigners, hier also Franzosen, Belgier und Deutsche. Bei manchem verwundert es, wie es durch die Zensur rutschte, vielleicht weil man im Propagandaministerium Wodehouse nicht ernst nahm und seitens der britischen Oberschicht ein gewisses Wohlwollen Deutschland gegenüber empfand. Bei Wodehouse hatten sie sich da getäuscht. Er hatte schon Adolf Hitler und seinen Schnurrbart veralbert und den britischen Faschistenführer Sir Oswald Mosley als (fiktiven) Amateurdiktator Roderick Spode, 7. Earl of Sidcup karikiert, der auch im Winter in seinem schwarzen Hemd und seinen kurzen schwarzen Hosen durch die Landschaft hetzt, Damenwäsche vertreibt und „eine Auster auf fünfundzwanzig Schritt Entfernung mit einem bloßen Hinstarren öffnen kann“, was auch wieder an den anderen Führer erinnere.
So schreibt Wodehouse gleich im ersten Satz seiner ersten Sendung:

“Young men, starting out in life, have often asked me ‘How can I become an Internee?’ Well, there are several methods. My own was to buy a villa in Le Touquet on the coast of France and stay there till the Germans came along. This is probably the best and simplest system. You buy the villa and the Germans do the rest.”

„Junge Männer, die gerade am Anfang ihrer Karriere stehen, haben mich oft gefragt: ‚Wie kann ich ein Internierter werden?‘ Nun, da gibt es verschiedene Methoden. Meine war, eine Villa in Le Touquet an der Küste Frankreichs zu kaufen und dort zu bleiben, bis die Deutschen dorthin kamen. Das ist vermutlich das beste und einfachste System. Sie kaufen die Villa und die Deutschen erledigen den Rest.“

Ethel erreichte Berlin am Tag nachdem Wodehouse das letzte Programm aufgenommen hatte. Sie hatte fast ihren ganzen Schmuck für die Reise verkaufen müssen, aber es war jetzt genug Geld da: Die Tantiemen waren in der Bank, und die Deutschen hatten Wodehouse für die Radiosendungen bezahlt.

### Nachwirkungen: Reaktionen und Investigationen
Die Reaktionen auf die Sendungen im Vereinigten Königreich waren durchaus negativ, feindselig sogar, und er wurde „geschmäht … als ein Verräter, ein Kollaborateur, Nazipropagandist und ein Feigling“, obwohl viele, wie Phelps notiert, die ihn verdammten, die Radiosendungen noch nicht einmal gehört hatten. Buchhandlungen und Büchereien nahmen ihn aus den Regalen, was viele an andere Zeiten in einem anderen Land erinnerte.
Die Regierung wurde im Parlament aufgefordert zu handeln. Es gab Rufe, dass er, sollte er von Soldaten aufgegriffen werden, standrechtlich erschossen werden solle, andernfalls wie ein gemeiner Verräter gehängt werden sollte.
Die Diskussion zog sich hin bis zu Wodehouses Gefangennahme in Paris Anfang September 1944. Eine Auslieferung ins Vereinigte Königreich, wo die Wellen immer noch hochschlugen, fand nicht statt, aber Wodehouse wurde mit Verhaftung bedroht, sollte er britischen Boden betreten. Im Juni 1946 eröffneten ihm die französischen Behörden, dass sie keine Strafverfolgung vornehmen würden, aber dass er und seine Frau Frankreich verlassen müssten. Im Juli 1946 gelang es ihnen, Visa für die USA zu erlangen, aber Ethel musste erst einen mehrmonatigen Einkaufstrip nach London für das Nötigste unternehmen, so dass sich die Abreise von Frankreich in die USA bis April 1947 verzögerte.

### Leben in den USA
Das Ehepaar Wodehouse lebte danach zunächst mehrere Jahre in New York City, wo sich der Schriftsteller aber nicht mehr wohlfühlte und unter einem für ihn untypischen Mangel an Ideen und Produktivität litt. Sie zogen schließlich Anfang der 1950er-Jahre nach Long Island in die Hamptons. Dort lebten sie den Rest ihres Lebens in einem Haus in Remsenburg, einem Teil der Küstenstadt Southampton. Das Paar umgab sich dabei, wie bereits zuvor, mit diversen Tieren, darunter Katzen und Hunden. Wodehouse konnte sich auf Long Island wieder verstärkt auf das Schreiben konzentrieren und blieb auch im hohen Alter produktiv, er schrieb bis zu seinem Tod noch etwa ein neues Buch pro Jahr.
1955 nahm er zusätzlich zur britischen die US-amerikanische Staatsbürgerschaft an. 1965 ließ die britische Regierung ihm privat mitteilen, dass er jetzt ohne Gefahr eines Strafverfahrens heimkehren könnte. Für einen Umzug quer über den Atlantik fühlte sich der damals 83-Jährige aber zu alt, und er kehrte bis zu seinem Tod nie mehr nach Großbritannien zurück. Mehrere Biografen vertraten die Ansicht, dass Wodehouses Abwesenheit aus Großbritannien seinem Schreiben insofern half, als dass er vor seinem inneren Auge ein idealisiertes England behielt, während dieses in den Nachkriegsjahrzehnten von ökonomischen und sozialen Problemen geprägt war. Einige Kritiker bemerkten, dass die späten Werke von Wodehouse kulturell immer noch in den ersten Jahrzehnten des 20. Jahrhunderts verhaftet schienen und seine Protagonisten nicht alterten. Er selbst gestand 1960 ein, dass seine Werke nunmehr „historisch“ wirkten, sah aber keinen Grund, etwas daran zu ändern.
Dreimal wurde Wodehouse Ende der 1960er- und Anfang der 1970er-Jahre für eine britische Ritterwürde vorgeschlagen, aber zunächst abgelehnt. Schließlich wurde er im Rahmen der Neujahrsehrungen 1975 zum Knight Commander des Order of the British Empire (KBE) geschlagen. Charlie Chaplin wurde im gleichen Rahmen ebenfalls zum KBE erhoben, und einige Klatschblätter schrieben, dass damit das Gleichgewicht erhalten geblieben sei: Der Kommunist Chaplin und der Faschist Wodehouse seien beide geadelt worden. Das waren jedoch Verleumdungen: Chaplin war so wenig Kommunist, wie Wodehouse Faschist gewesen war. Sieben Wochen nach der Ehrung starb Wodehouse am 14. Februar 1975 im Alter von 93 Jahren an einem Herzinfarkt.

## Literarisches Schaffen
Frances Donaldson weist darauf hin, dass häufig übersehen werde, dass Wodehouse über lange Jahre nicht nur Romanautor war, sondern auch für die Bühne schrieb. Viele der Protagonisten, die in Romanen und Erzählungen von Wodehouse auftauchen, hätten als ursprüngliches Vorbild stereotype Figuren des Unterhaltungstheaters. Auf die Frage, ob es ein Vorbild für die Figur des Kammerdieners Jeeves gebe, hat Wodehouse, der notorisch unzuverlässig Auskunft über sein eigenes Leben und Schaffen gab, eine Reihe unterschiedlicher Antworten gegeben. Jedoch schrieb er an seinen langjährigen Freund und Co-Autor Guy Bolton:

„… Als wir zusammen Bring on the Girls machten, habe ich behauptet, ich hätte Jeeves nach einem Butler ausgestaltet, den ich Robinson nannte. Das stimmt natürlich nicht. Zu Beginn hatte ich kein anderes Vorbild für ihn als den konventionellen Theater-Butler.“

In einem anderen, ähnlich glaubwürdigen Zusammenhang hat Wodehouse darauf hingewiesen, dass er Bertie Wooster zunächst als den typischen Dandy angelegt habe, wie er in den Komödien der edwardianischen Zeit weit verbreitet war. Der Wodehouse-Biograf Richard Usborne vertritt die Ansicht, dass Wodehouse in den fiktiven Tanten Agatha und ihrer Schwester Dahlia seine beiden Tanten Mary und Louisa Deane verewigte. Usborne argumentiert außerdem, dass diese beiden fiktiven Figuren deswegen so häufig in den Romanen und Erzählungen von Wodehouse auftreten, dort verspottet und letztlich immer wieder überlistet werden, weil die realen Tanten Mary und Louisa Deane den jungen Wodehouse versucht hätten zu disziplinieren. Andere Schriftsteller, die in ähnlicher Weise wie Wodehouse früh dem elterlichen Einfluss entzogen waren, hätten diesen traumatischen Verlust in Rachefantasien kompensiert. Wodehouse habe diese Rache in der literarischen Verspottung gesucht. Donaldson hält diese Einschätzung dagegen für falsch und argumentiert, dass beide Tanten letztlich klassische literarische Figuren des britischen Humors darstellten.
Auch Evelyn Waugh hält die Vermutung, dass Wodehouse seine Protagonisten nach realen Vorbildern ausgestaltete, für nicht zutreffend. In einem Artikel für das Sunday Times Magazine im Jahre 1961 schrieb er, dass die Figuren von Wodehouse nicht Figuren des Edwardischen Zeitalters seien, wie häufig behauptet, sondern reine Fantasiegestalten. Sie hegten zwar gelegentlich von der Hoffnung auf Mitgift motivierte Heiratsabsichten gegenüber einer wohlhabenden Erbin, aber Verführung und Ehebruch seien ihnen vollständig fremd. Die Figuren von Wodehouse würden wütend, betränken sich, kidnappten, schmuggelten und erpressten, aber sie täten es immer ohne wahre Brutalität in einer Fantasiewelt von unverdorben paradiesischer Unschuld.
Wodehouse zeichnet sich außerdem durch sein virtuoses Spiel mit sprachlichen Klischees aus. Donaldson zitiert dafür als Beispiel einen kurzen Dialog zwischen dem Ich-Erzähler Bertie Wooster und Spode, dem vermeintlichen Beschützer von Madeline Bassett, aus dem Roman Alter Adel rostet nicht:

„Sie können ihm ausrichten, dass ich ihm den Hals brechen werde.“

„Den Hals brechen?“

„Ja. Sind Sie taub? Den Hals brechen.“

Ich nickte friedfertig.

„Verstehe. Den Hals brechen. Recht so. Und wenn er fragt warum?“

„Dann wird er schon wissen warum. Weil er ein Schmetterling ist, der mit den Herzen von Frauen spielt und sie dann wegwirft wie schmutzig gewordene Handschuhe.“

## Wodehouse-Fans
Dem britischen Schriftsteller Hilaire Belloc wird allgemein zugeschrieben, dass er der Erste war, der auf die ungewöhnliche Qualität des literarischen Werks von Wodehouse aufmerksam machte. In einer US-amerikanischen Radiosendung in den 1930er Jahren bezeichnete er Wodehouse als einen der besten zeitgenössischen Schriftsteller. Die Einschätzung blieb nicht unwidersprochen, da die Handlungsstränge verworren, die Sprache häufig schlicht erscheint. Aus Sicht von Frances Donaldson täuscht die scheinbare Schlichtheit der Sätze über die Fähigkeit von Wodehouse hinweg, virtuous mit Sprache zu spielen. Evelyn Waugh hielt über Wodehouse fest, dass jemand wie er, der auf jeder Buchseite drei einzigartig brillante und originelle Vergleiche schreibe, nur als sprachlicher Meister eingeordnet werden könne. Gleichzeitig ist seine Sprache leicht zugänglich. Die Liste von Wodehouses Anhängern ist entsprechend sehr umfangreich. Sie reicht von Bertolt Brecht und Daniel Kehlmann über Evelyn Waugh, Douglas Adams und Neil Gaiman bis zu Tony Blair, Richard Dawkins und der englischen Königinmutter. Auch die Rockmusiker Sting und Lemmy Kilmister sind bzw. waren bekennende Wodehouse-Leser.

## Werke (Auszug)
Romane der Blandings Castle-Saga
- Something Fresh (1915); deutscher Titel: In alter Frische
- Summer Lightning (1929); deutscher Titel: Sommerliches Schlossgewitter
- Heavy Weather (1933); deutscher Titel: Seine Lordschaft und das Schwein; Sein und Schwein
- Uncle Fred in the Springtime; deutscher Titel: Schloss Blandings im Sturm der Gefühle
  - Neu aufgelegt: Onkels Erwachen, neu übersetzt von Thomas Schlachter, Edition Epoca, Zürich 2010, ISBN 978-3-905513-53-0
- Lord Emsworth and the Girl Friend
- Full Moon; deutscher Titel: Vollmond über Blandings Castle
- Uncle Dynamite; deutscher Titel: Onkel Dynamit
- Pigs Have Wings (1952); deutscher Titel: Schwein oder Nichtschwein
- Service with a Smile (1961); deutscher Titel: Stets zu Diensten
- Galahad at Blandings (1965); deutscher Titel: Reichtum schützt vor Liebe nicht
- A Pelican at Blandings (1969); deutscher Titel: Ein Pelikan im Schloss
- Sunset at Blandings
- Blandings Castle and Elsewhere (1935); deutscher Titel Herr auf Schloß Blandings

Jeeves-und-Bertie-Romane
- The Inimitable Jeeves (1923); deutscher Titel: Der unvergleichliche Jeeves
- Carry on Jeeves (1924); deutscher Titel: Weiter so, Jeeves. Die Kurzgeschichtensammlung enthält u. a. die Geschichte von Berties und Jeeves erster Begegnung Jeeves übernimmt das Ruder
- Very Good Jeeves (1930); deutsche Titel: Jeeves ist eine Klasse für sich; Jeeves rettet die Situation
- Right Ho, Jeeves (1934); deutsche Titel: Dann eben nicht, Jeeves; Auf geht's, Jeeves!
- Thank you, Jeeves (1934); deutsche Titel: Besten Dank, Jeeves!; Bertie in wilder Erwartung; Tausend Dank, Jeeves!
- The Code of the Woosters (1938); deutscher Titel: Alter Adel rostet nicht; Ehrensache, Jeeves!
- Joy in the Morning (1946); deutsche Titel: Ohne mich, Jeeves!; Schwamm drüber, Sir; Zu Hilfe, Jeeves!; Titel in den Vereinigten Staaten: Jeeves in the Morning
- The Mating Season (1949); deutsche Titel Das höchste der Gefühle; Jeeves wirkt Wunder
- Ring for Jeeves (1953)
- Jeeves and the Feudal Spirit (1954); deutscher Titel: Adel vergißt sich
- Jeeves in the Offing (1960); deutsche Titel: Wo bleibt Jeeves; Keine Ferien für Jeeves
- Stiff Upper Lip, Jeeves (1963); deutsche Titel: Was tun, Jeeves?; SOS, Jeeves!, erschienen bei Epoca.
- Much Obliged, Jeeves (1971); Titel in den Vereinigten Staaten: Jeeves and the Tie That Binds; deutscher Titel: Ohne Butler geht es nicht
- Aunts Aren't Gentlemen (1974); deutscher Titel Fünf vor zwölf, Jeeves; Titel in den Vereinigten Staaten: The Catnappers

Psmith
- Psmith, Journalist (1915)
- Psmith in the City
- Leave It to Psmith (1923); deutscher Titel Psmith macht alles; Ein Lord in Nöten

Musical Comedies in Kooperation mit Jerome Kern und Guy Bolton
- Miss Springtime (New York, 1916)
- Have a Heart (New York, 1917)
- Oh Boy (New York, 1917; wiederaufgeführt in London 1919 unter dem Titel Oh, Joy)
- Leave it to Jane (New York, 1917)
- The Reviera Girl (New York, 1917)
- Oh, Lady! Lady! (New York, 1918)
- Sally (New York, 1920 und London, 1921)
- Sitting Pretty (New York, 1924)

Musical comedies in Kooperation mit anderen Komponisten und Theaterschriftstellern
- Kissing Time
- Anything Goes

Sonstige
- The Pothunters (1902)
- A Prefect's Uncle (1903)
- Quick Service (1940)
  - Übers. Thomas Schlachter: Jetzt oder nie! Suhrkamp, 2006 (Lizenz Epoca, Zürich)
- Laughing Gas (1936)
- The Luck of the Bodkins (1935); deutscher Titel: Monty im Glück
- Performing Flea (Autobiography)
- The Indiscretions of Archie (1921); deutscher Titel: Er kann nicht nein sagen
- Piccadilly Jim (1917)
- Bachelors Anonymous
- The Little Nugget (1913); deutscher Titel: Ein Goldjunge
- Pearls, Girls & Monty Bodkin (1972); deutscher Titel: Lieber reich und glücklich
- Something Fishy; deutscher Titel Hier ist etwas faul